# Maca Junín-Pasco
La Maca Junín-Pasco es una indicación geográfica para la maca que se cultiva y produce los departamentos de Junín y Pasco, en Perú. Crece entre los entre los 3 950 y los 4 500 m s. n. m.
Es la octava denominación de origen protegida del Perú, otorgada el 12 de abril de 2001. A nivel internacional, el gobierno peruano registró la denominación de origen ante la Organización Mundial de la Propiedad Intelectual, conforme al Sistema de Lisboa, el 10 de enero de 2012.